# Джованні Сімонеллі
Джованні Сімонеллі (італ. Giovanni Simonelli, нар. 23 жовтня 1952, Нола, Італія) — італійський футболіст, що грав на позиції воротаря. По завершенні ігрової кар'єри — тренер.
Тренував низку італійських клубів, серед яких «Катанія», «Пескара», «Беневенто».

## Ігрова кар'єра
У дорослому футболі дебютував 1973 року виступами за команду клубу «Паганезе», в якій провів п'ять сезонів.
1978 року перейшов до клубу «Фраттезе», за який відіграв один сезон. Завершив професійну кар'єру футболіста виступами за цей клуб 1979 року.

## Кар'єра тренера
Розпочав тренерську кар'єру невдовзі по завершенні кар'єри гравця, 1981 року, очоливши тренерський штаб клубу «Сав'яно». 1991 року став головним тренером команди «Салернітана», тренував команду з Салерно один рік.
Згодом протягом 1999—2000 років очолював тренерський штаб клубу «Катанія». 2000 року прийняв пропозицію попрацювати у клубі «Асколі». Залишив команду з Асколі-Пічено 2001 року.
Протягом одного року, починаючи з 2004, був головним тренером команди «Пескара». 2006 року був запрошений керівництвом клубу «Беневенто» очолити його команду, з якою пропрацював до 2008 року.
Протягом тренерської кар'єри також очолював команди клубів «Бойс Кайванезе», «Пальмезе», «Джульяно», «Афраголезе», «Нола», «Санджузеппезе», «Джуліанова», «Бішельє», «Ночеріна», «Таранто», «Піза» та «Мартіна-Франка».
Наразі останнім місцем тренерської роботи був клуб «Ночеріна», головним тренером команди якого Джованні Сімонеллі був з 2016 по 2017 рік.